# 伊什潘克
伊什潘克，是匈牙利沃什州所辖的一个村，总面积6.92平方公里，总人口102，人口密度14.7人/平方公里（2010年1月1日）。